# حسن فرشتیان
حسن فرشتیان (متولد ۱۳۴۲) حقوق‌دان و دین‌پژوه ایرانی است.

## دیدگاه‌ها
او برای برخی از دیدگاه‌های خود مورد حملهٔ برخی خبرگزاری‌های ایرانی قرار گرفته‌است.
- زمانی که احمد منتظری در ماجرای انتشار فایل صوتی حسینعلی منتظری توسط دادگاه محکوم شد، بیانیه‌ای در حمایت از وی صادر شد که حسن فرشتیان از امضاءکنندگان آن بیانیه بود.
- از او مقالاتی در حمایت از حقوق بهائیان منتشر شده‌است.
- زمانی که حکم اعدام محمدعلی طاهری صادر شد، فرشتیان طی مصاحبه‌ای، این حکم را نامشروع خواند.[۲]

## آثار
- نفقه زوجه: پژوهش تطبیقی حقوق مدنی ایران و سایر نظام های حقوقی، حسن فرشتیان، ناشر: بوستان کتاب قم
- مبارزه علمای اصلاح‌طلب لبنان با تحریفات عاشورا، سابرینا مرون، حسن فرشتیان (مترجم)
- اتانازی: به‌مرگی و چالش‌های آن، حسن فرشتیان، کاظم ایزدی، نوذر آقاخانی، ایرج سبحانی، ناشر: کندوکاو
- اسلام جهانی شده، اولیویه روآ، حسن فرشتیان (مترجم)، ناشر: بوستان کتاب قم
- اینترنت و حرفه تاریخ‌نگاری، رولاندو مینوتی، حسن فرشتیان (مترجم)، ناشر: پژوهشگاه حوزه و دانشگاه